# 五福旅社血案
五福旅社凶殺案是指王騰輝、施東寶及許慶芳三名男子在台灣基隆市中正進行兇殺的刑事案件，共五人受害。

## 案發過程
在1988年6月23日時間在凌晨5點20分，在基隆市警局接到報案電話，基隆五福旅社發生兇殺命案，警方趕到之後就發現旅社內血流滿地，他們立刻封鎖現場，也採集到很可疑指紋比對鑑定，他們也看見這5名死者雙手都被撕裂的床單布條反綁，嘴巴用毛巾塞住，頸部氣管和動脈也被割斷1刀斃命。警方根據現場證據，研判這3名兇嫌先找來花名「可可」的應召女子傅淑媚陪宿之後，就動手搶奪她脖子上的7錢重金項鍊，但由於傅淑媚掙扎喊叫，歹徒先將房間內床單，撕裂成布條反綁雙手，再拿開山刀猛砍她的喉嚨，搶走金項鍊和皮包之後迅速拿著開山刀以及番刀下樓。
這3名歹徒下樓之後先叫老闆簡順宏以及周美珠夫婦房門，綑綁2個人，並且喝令他們交出錢來，因為夫婦反抗，他們先把刀架在2人脖子上，用床單布條反綁兩人雙手，塞住嘴巴及蒙住雙眼，老闆娘周美珠乘機逃跑高喊救命，嫌犯立刻追上，把她拖上床殺害，接著老闆簡順宏企圖逃入浴室躲藏，也被歹徒拿刀殺害，這個時候房客沙益民下樓來找老闆，因為歹徒擔心他報警，直接衝上去將他殺害在1樓走廊廚房之前。但女服務生吳小琳，她因為聽見呼叫聲開門查看，也被嫌犯踹開房門，殺害在床沿下的地毯上。
3名歹徒連殺5人之後，開始搜刮財物，先將旅社老闆簡順宏的勞力士金錶以及鑲鑽金戒指拿下來，再打開櫃檯抽屜搶走1萬多元新台幣之後逃逸。該案件在當時社會鬧得沸沸揚揚，許多民眾一發現任何蛛絲馬跡就會通報警方，後來是由一名從事耕牛的民眾在路邊發現大華飯店的枕套，內有沾血的刀子。事後警方派人到大華飯店查訪，發現805號房，果然遺失2條枕頭套，趁著805號房客王騰輝及施東寶凌晨回飯店時，辦案人員1擁而上，在王騰輝口袋裡，找出死者傅淑媚的身分證，眼看這2個人無法狡賴，只好也坦承犯案，這2名還供出另1名嫌犯許慶芳。

## 宣判
1989年7月28日，最高法院判處王騰輝、施東寶、許慶芳死刑定讞（最高法院78年度台上字第3006號），過了14天之後，同年8月11日，時任法務部長蕭天讚簽署了3個人的執行死刑命令，隨後在當天凌晨3點到接近早上6點的時候，這3名嫌犯在土城看守所刑場執行槍決伏法。